# Barnabás von Géczy
Barnabás von Géczy (4 de marzo de 1897-2 de julio de 1971) fue un violinista y director de orquesta de origen húngaro, y uno de los artistas de entretenimiento más conocidos en la Alemania de los años 1920 y 1930.

## Biografía
Nacido en Budapest, en la actualidad parte de Hungría, en el seno de una familia de músicos, Géczy recibió sus primeras lecciones de violín de un Prímás (nombre húngaro que designa a un solita gitano). Después estudió en la Academia de Música Ferenc Liszt de Budapest con Jenő Hubay. En 1919 fue primer violín de la Ópera Nacional de Hungría. Géczy dejó su país en el verano de 1922 a causa de las dificultades económicas. Obtuvo un puesto de violinista en Trondheim, Noruega, respondiendo a un anuncio de prensa y contando únicamente con su talento. Tras una disputa con su jefe, Géczy decidió fundar un trío musical propio con el pianista Eric Kaschubek, que siguió siendo fiel a las orquestas posteriores de Géczy. Fue en Trondheim donde Géczy conoció a su esposa.
Géczy recibió invitaciones para actuar con la Ópera Real de Estocolmo y la Orquesta de Filadelfia (dirigida entonces por Leopold Stokowski), pero un puesto más lucrativo en la Berliner Weinhaus Traube (Leipziger Straße) le decidió a instalarse en la capital alemana en el año 1924.
Desde 1925 a 1937, la orquesta de Barnabás von Géczy tocó en el Grand Hôtel Esplanade. El conjunto grabó numerosos discos. En 1932 Géczy ganó el concurso Blaue Geige del diario 8-Uhr-Abendblatt, obteniendo Michael Schugalté el segundo puesto. Durante la temporada 1933–1934, el conjunto de Géczys actuó en matinés llevadas a cabo en el Volksbühne de Berlín. En 1938 fue nombrado profesor, ejerciendo como tal en la Academia de Música de Berlín. Junto a su orquesta, Barnabás de Géczy también actuó en la radio, y en 1942 actuó en Wenn der Tag zu Ende geht y Ein Melodienreigen für Front und Heimat. En febrero de 1944, Géczy y el pianista Willi Stech fueron los sucesores de George Haentzschel y Franz Grothe en la dirección de la orquesta Deutschen Tanz- und Unterhaltungsorchesters en Praga. Allí hizo las últimas grabaciones con su orquesta a principios de abril de 1945.
Reputado como uno de los mejores directores de orquesta de Alemania, Géczy fue considerado como un oportunista, aunque nunca llegó a formar parte del partido nazi.
Tras la Segunda Guerra Mundial, a Barnabás von Géczy se le prohibió actuar durante varios años. Mudado a Múnich, en 1952 formó un nuevo conjunto, la orquesta del Café Luitpold.
Géczy fue un violinista virtuoso, considerado el « Paganini de los Tanztee de cinq heures ». En sus arreglos y en su orquesta, llevó los instrumentos de cuerda a un primer plano, siempre en mayor grado que otros directores. Grabó un total de 700 piezas para varios sellos en Berlín, pero sobre todo para Homocord, Parlophone, Telefunken y Electrola. Con su conjunto de Múnich actuó para la discográfica Polydor.
Géczy y su orquesta participó en los filmes Die - oder keine (1932) y One Like You (1933). También participó en la película Schlagerparade (1953). Su pieza más tocada, Puszta Fox (grabada en septiembre de 1935), vendió unos 10 millones de ejemplares.
Barnabás von Géczy falleció en Munich, Alemania, en el año 1971.

## Discografía
- Barnabás von Géczy, Le Grand Séducteur - 24 succès enregistrés entre 1933 et 1941 (colección "Le Joyaux de la musique de divertissement" ILD Music 642157)
- Barnabás von Géczy, Die Grossen Deutschen Tanz Orchester, Vol. 2 (1929–1952, Membran Music 223179)